# Sulawesipitta
De sulawesipitta (Erythropitta celebensis)  is een vogelsoort uit de familie van pitta's (Pittidae). De vogel werd in 1845 door  Salomon Müller en Hermann Schlegel in een Nederlandstalig tijdschrift geldig beschreven als Pitta celebensis. Later werd dit taxon als een ondersoort van de Filipijnse pitta of roodbuikpitta (Erythropitta erythrogaster sensu lato) opgevat.

## Herkenning
De vogel is 16 tot 18 cm lang en lijkt sterk op de Filipijnse pitta. Deze pitta heeft een duidelijke zwarte keelband, meer blauw op de brede borstband en is meer groen op de bovendelen.

## Verspreiding en leefgebied
Het is een endemische vogelsoort van Sulawesi en omliggende eilanden. De leefgebieden liggen vooral in natuurlijk tropisch regenbos, maar ook in mindere mate in secundair of aangeplant bos en terreinen met struikgewas. Er zijn drie ondersoorten:
- E. c. celebensis: Sulawesi (inclusief Manterawu, de Togian-eilanden en Buton).
- E. c. palliceps (sangirpitta): Siau en Tagulandang (ten noordoosten van Sulawesi)
- E. c. caeruleitorques (siaupitta): Sangihe (ten noordoosten van Sulawesi)

## Status
De grootte van de populatie is niet gekwantificeerd. Het is geen bedreigde soort hoewel de populaties te maken hebben met habitatverlies door ontbossing. Op de Rode lijst van de IUCN heeft deze soort de status niet bedreigd.

## Balgen uit de collectie van Naturalis Biodiversity Center

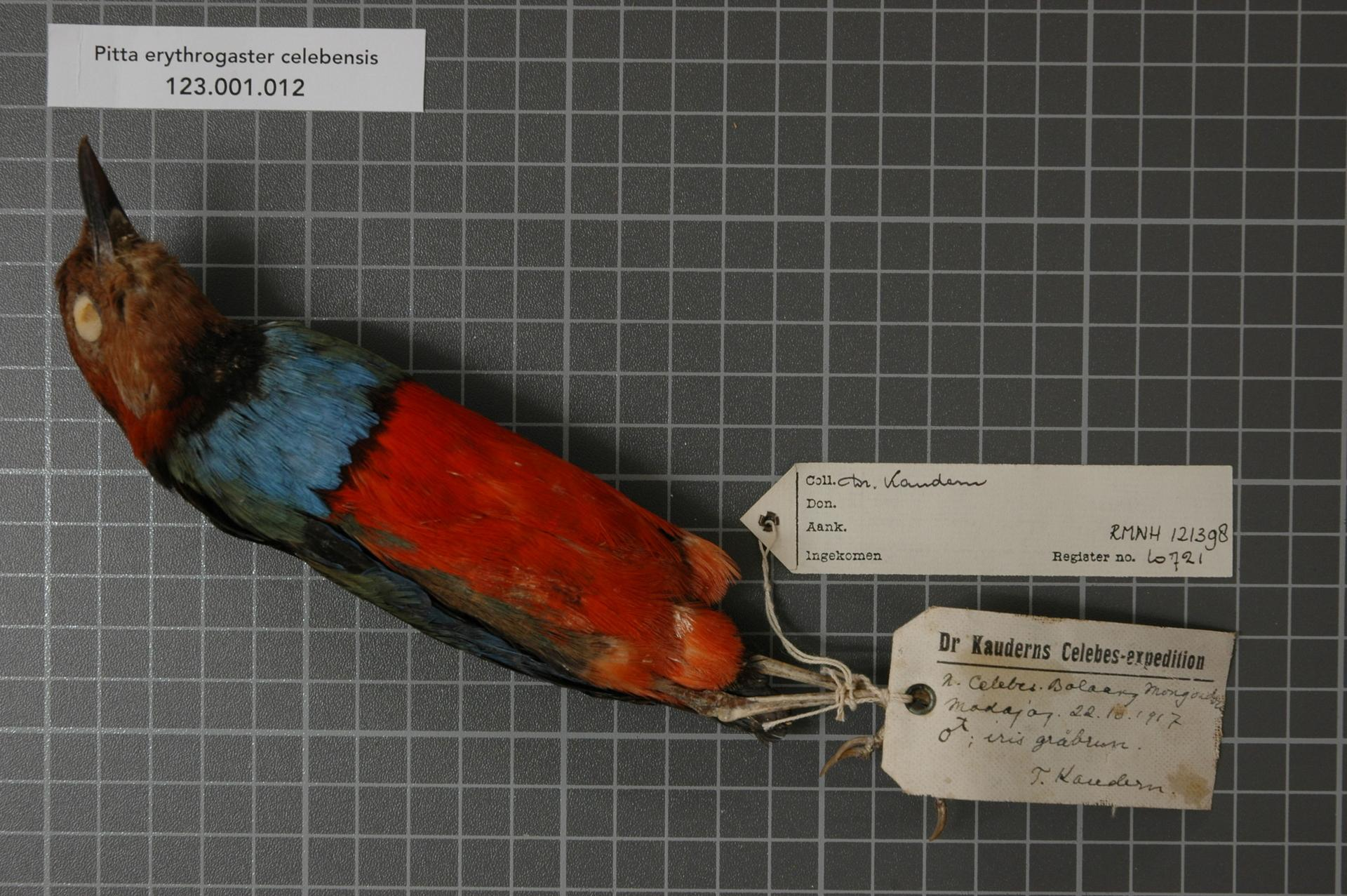
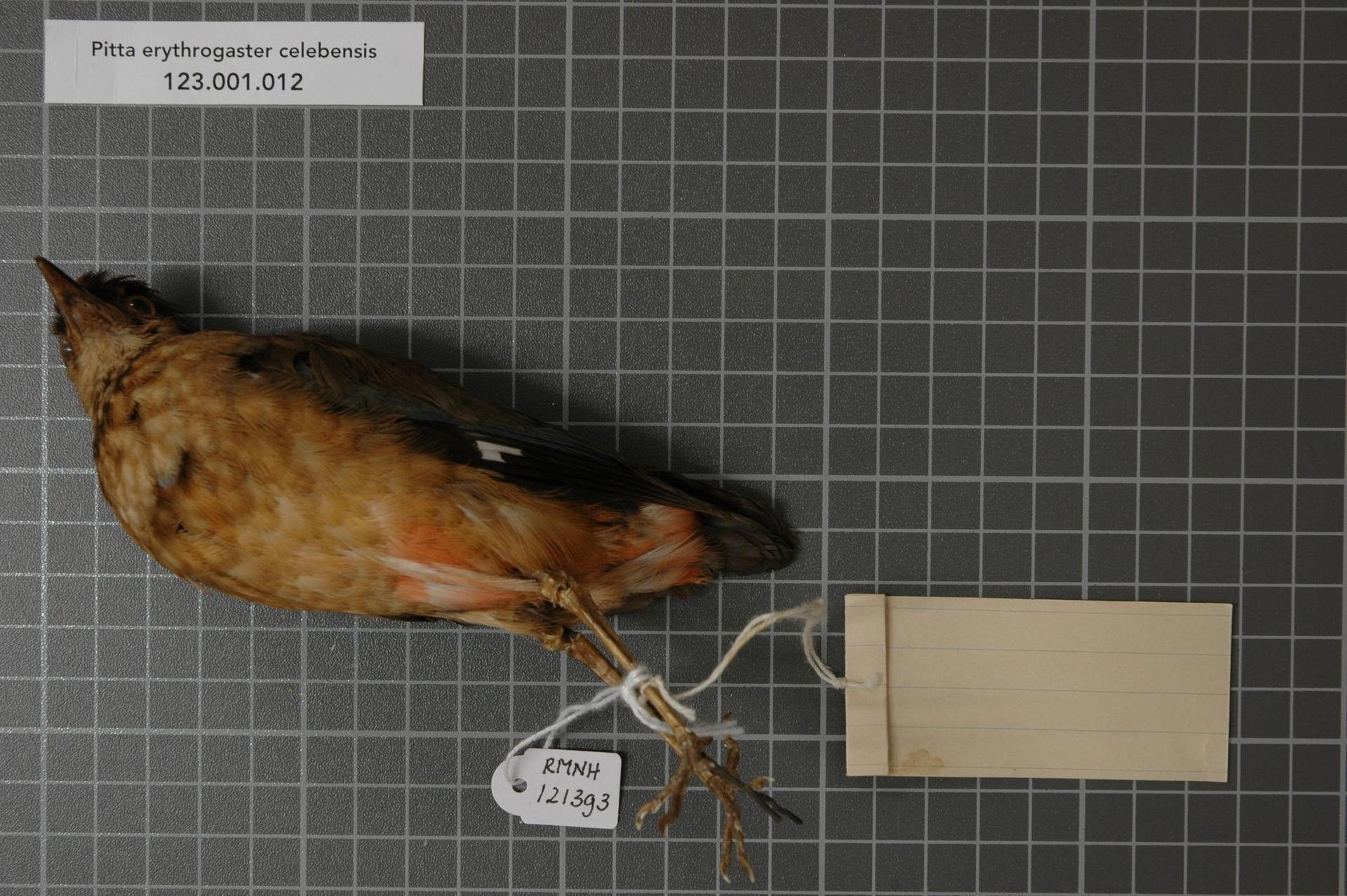
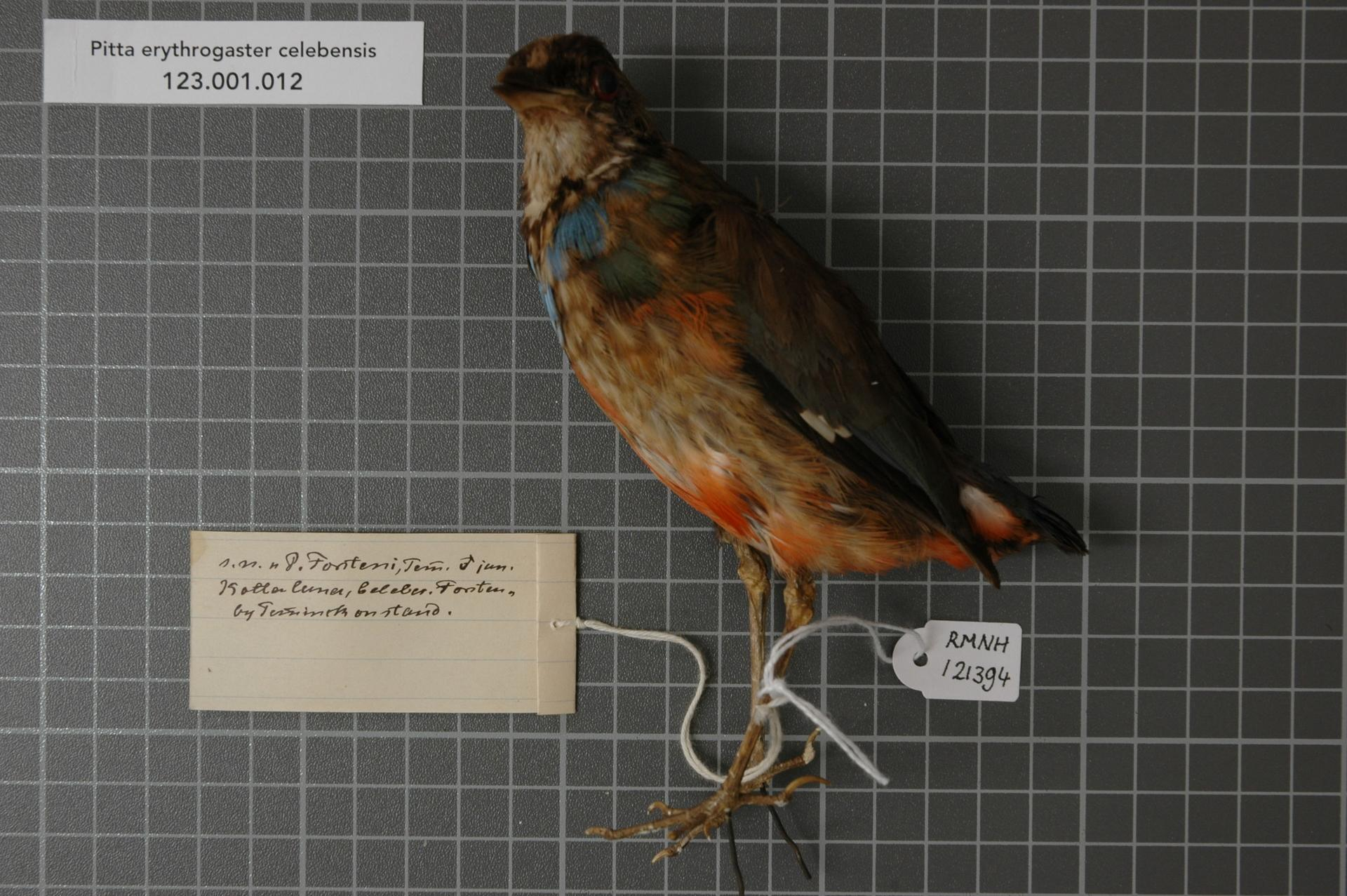
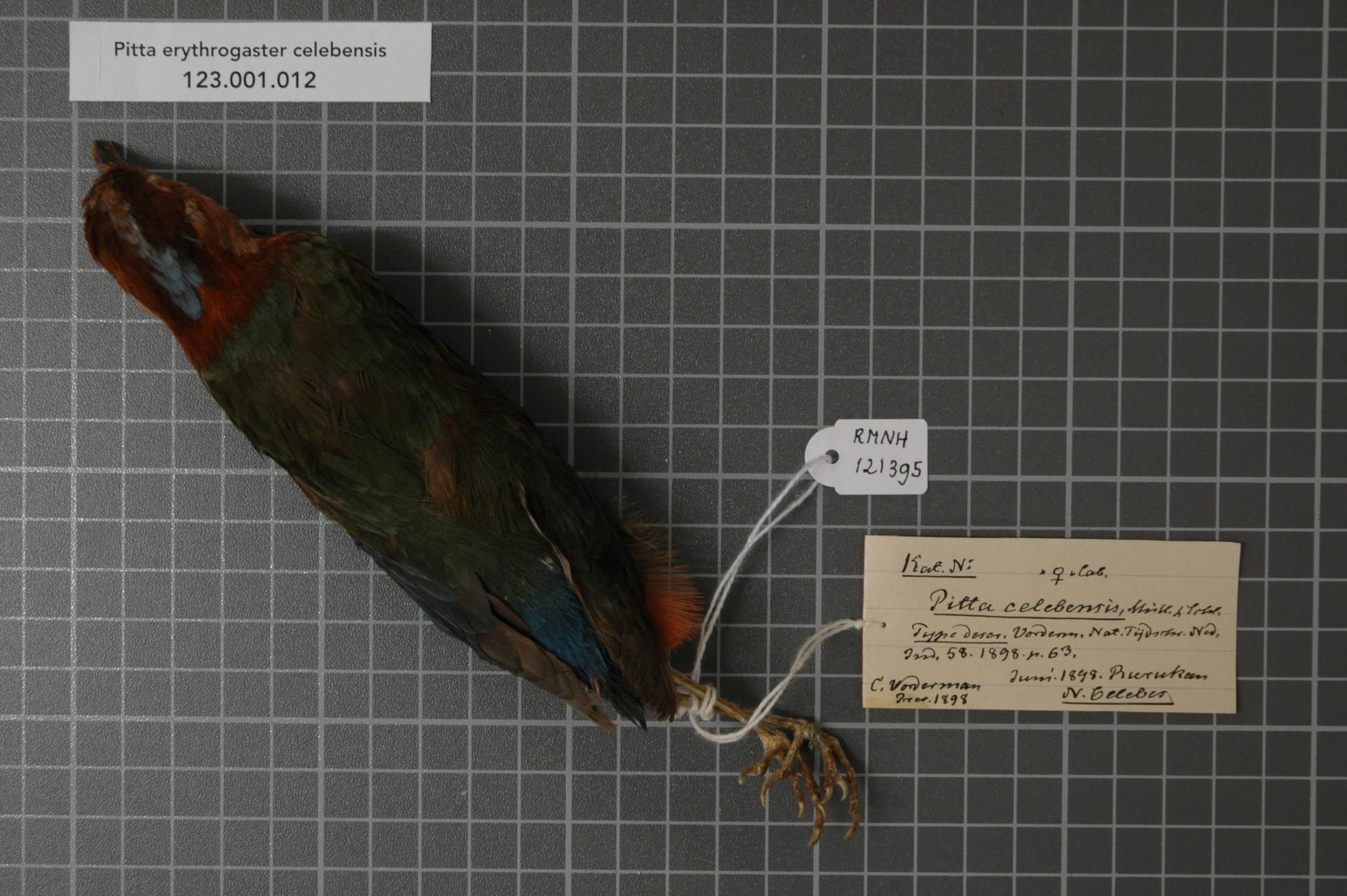
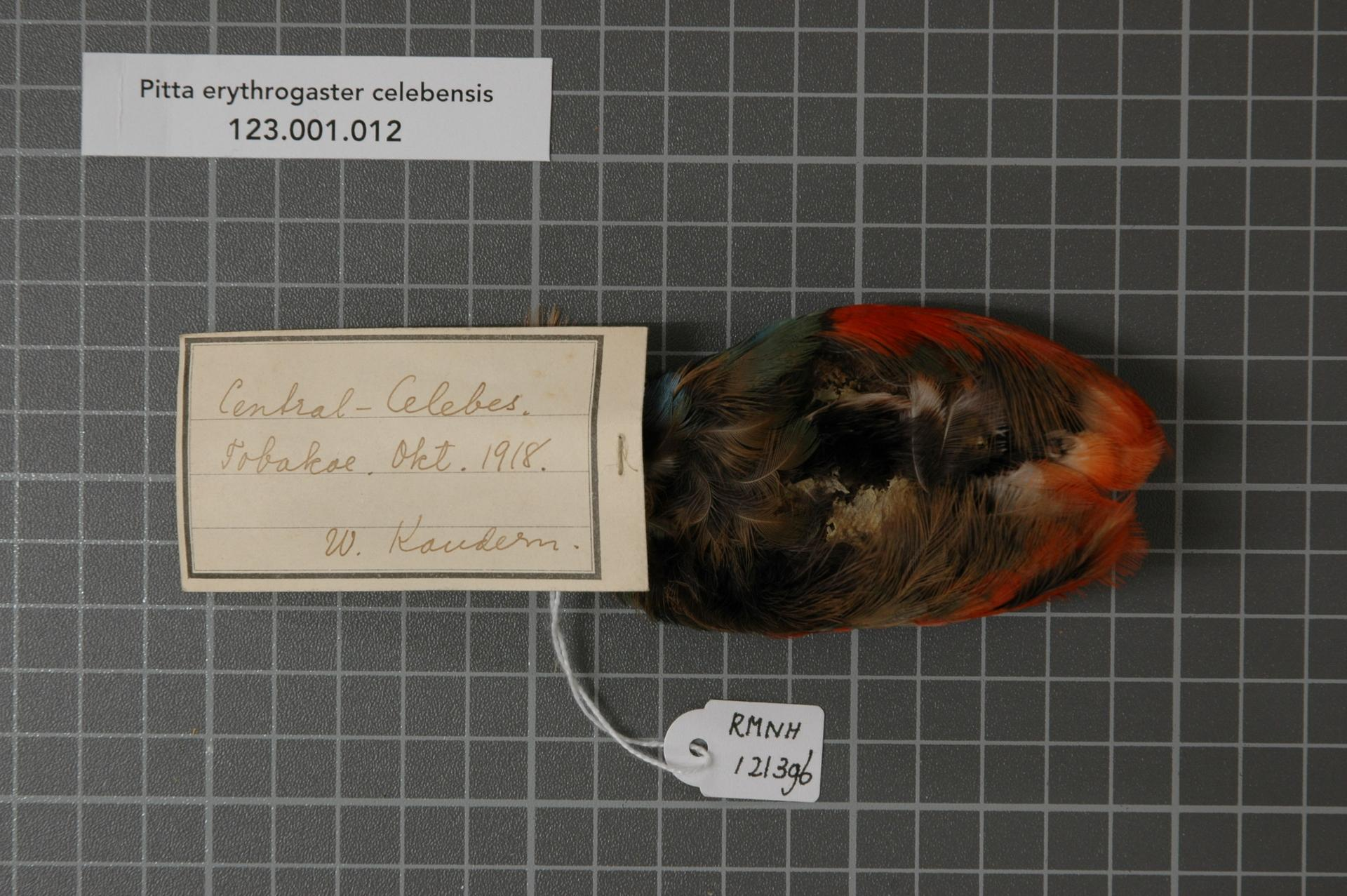
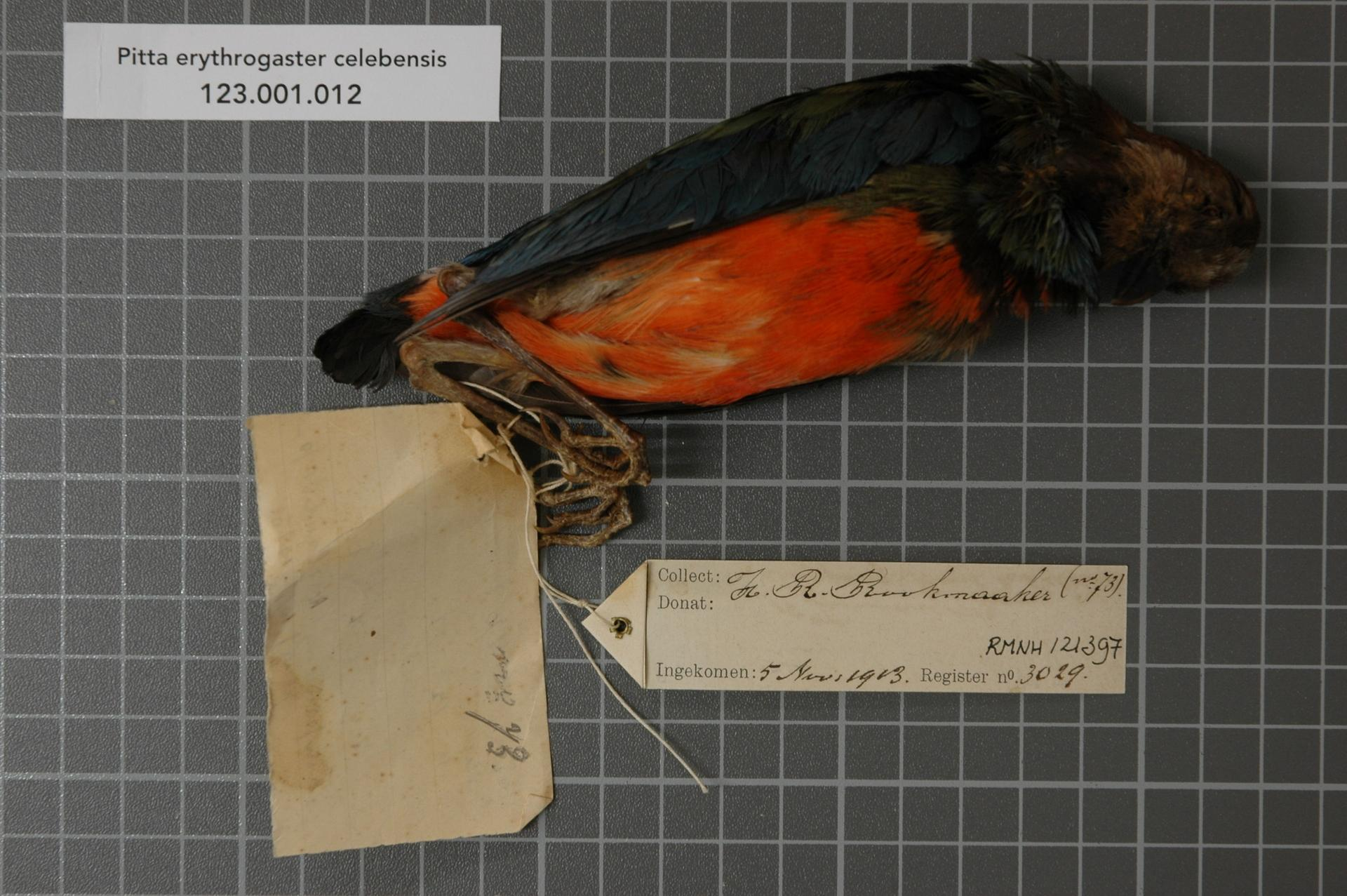
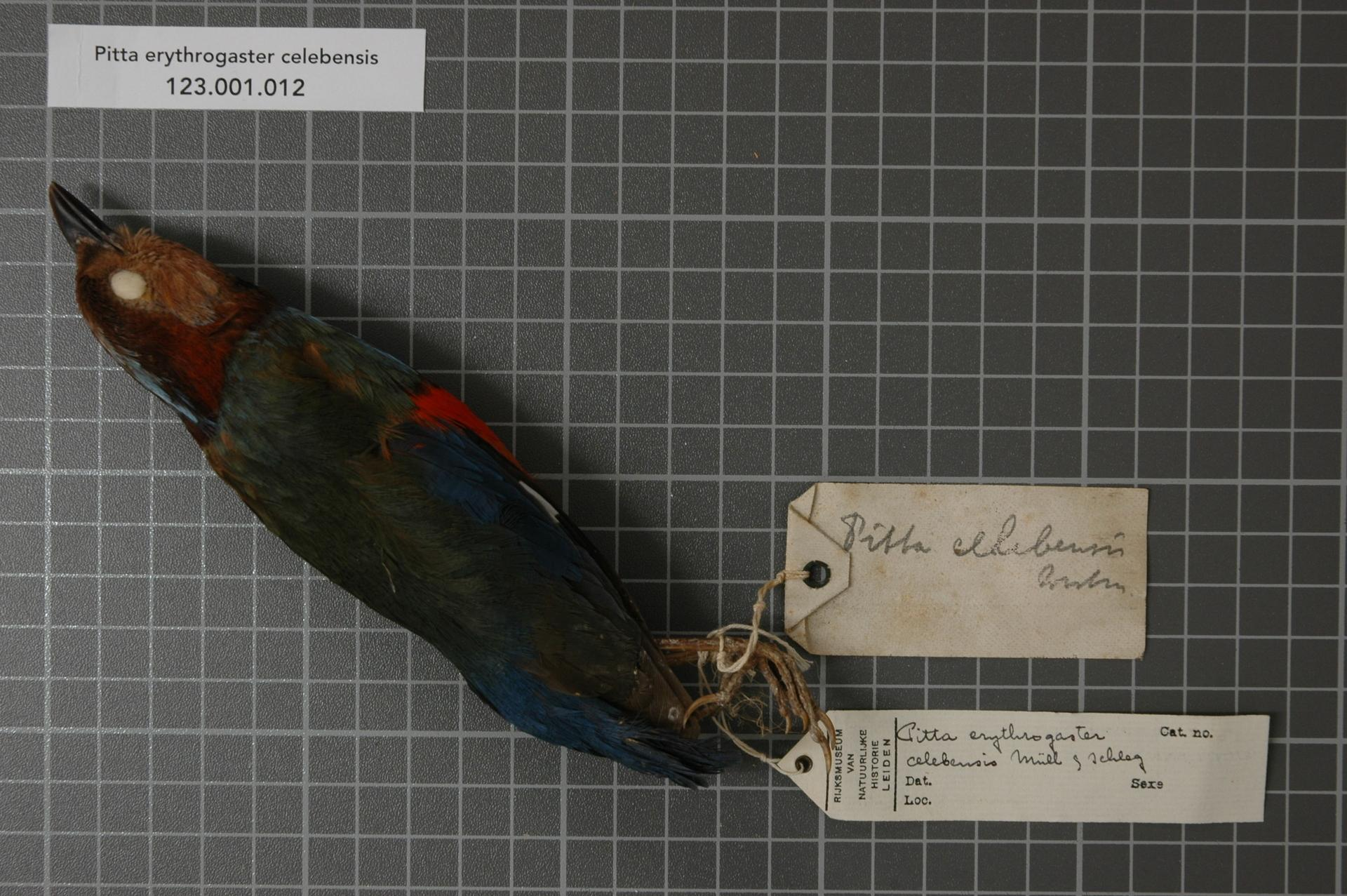